# Vasaslott

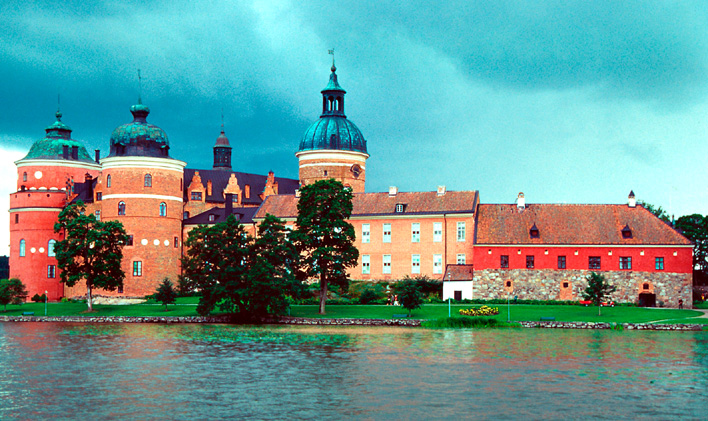
Gripsholms slott vid Mälaren

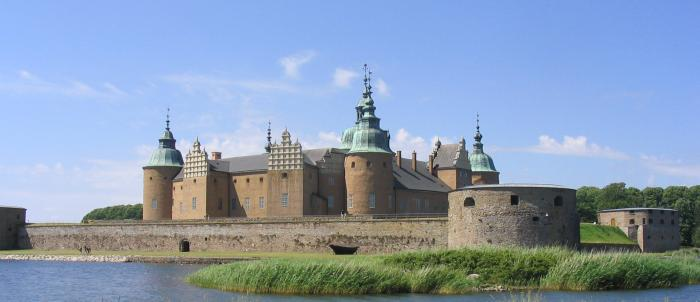
Kalmar slott från sjösidan

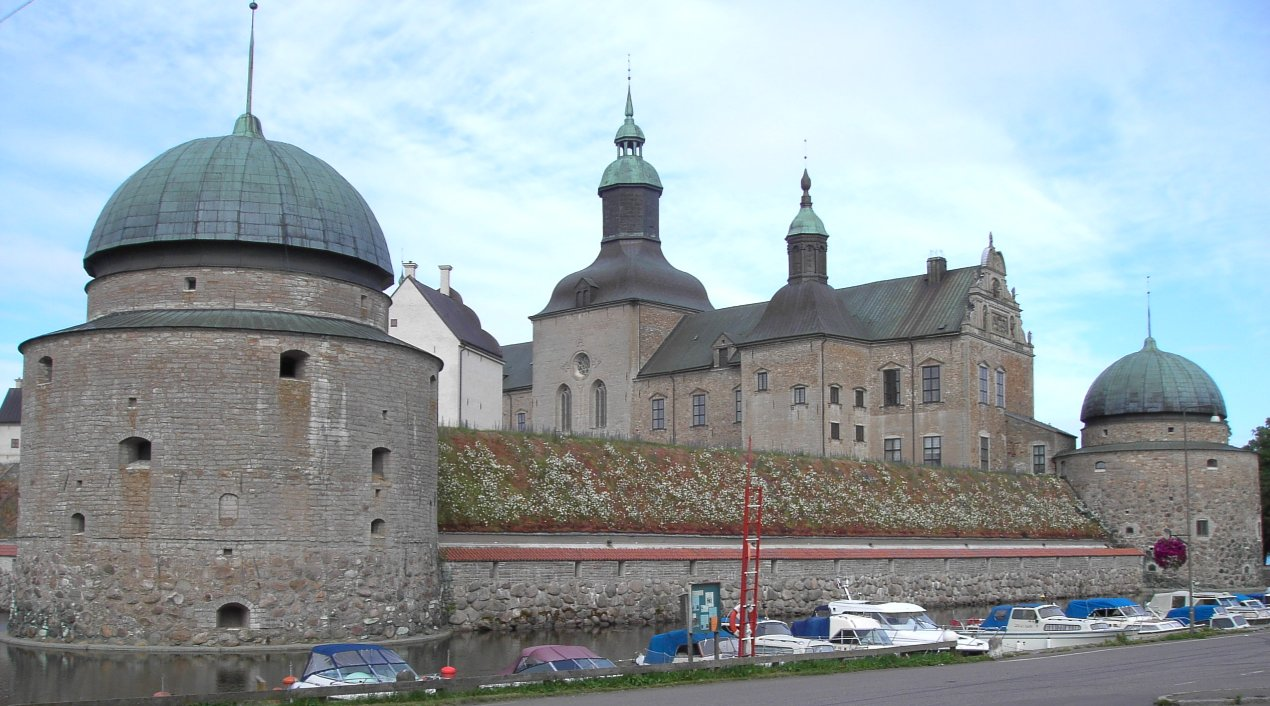
Vadstena slott med dess runda hörntorn

Vasaslott eller Vasaborgar kallas de slott eller borgar som uppfördes eller moderniserades av Gustav Vasa och/eller hans söner Erik XIV, Johan III och Karl IX under främst 1500-talet. 
Borgarna uppfördes i renässansstil och var ofta en blandning av fortifikation och palats. De uppfördes delvis med material som tagits från nedlagda kloster. Andra tidstypiska drag, som dock ej finns representerade på alla slott, är de runda tornen som fungerat i försvarssyfte, sedan kanonen börjat användas. Därför uppfördes också nya jordvallar och kraftiga murar runt tidigare äldre medeltida borgar, som blivit omoderna i och med kanonen.

## Lista över Vasaslott
- Borgholms slott, Öland
- Bullerborg, Södra Karelen Finland
- Gripsholms slott, Södermanland
- Gävle slott, Gästrikland
- Jönköpings slott, Småland, Jönköping
- Kalmar slott, Småland, Kalmar
- Kronobergs slott, Småland, Växjö
- Linköpings slott, Östergötland
- Skaraborgs slott, Västergötland
- Stegeborgs slott, Östergötland
- Slottet Tre Kronor, Uppland
- Uleåborgs slott, Norra Österbotten, Finland
- Uppsala slott, Uppland
- Vadstena slott, Östergötland
- Västerås slott, Västmanland
- Åbo slott, Egentliga Finland
- Örbyhus slott, Uppland
- Örebro slott, Närke